# Byxor
Byxor är även skymmande textilier på en scen, se byxor (scen), och en flygplansdetalj, se byxor (flyg).

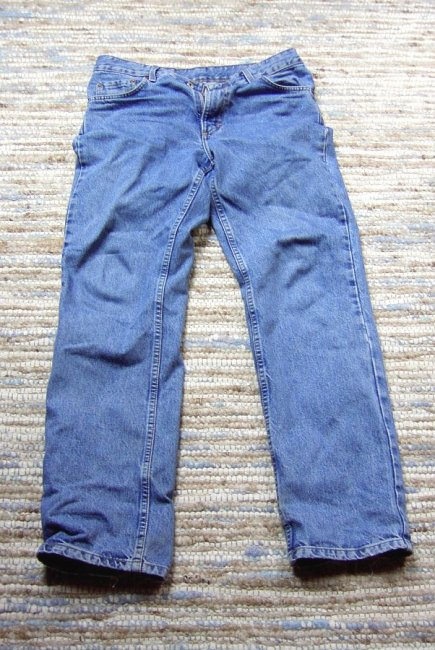
jeans

Ett par byxor är ett ytterplagg som täcker benen. Byxor delas huvudsakligen in i långbyxor och kortbyxor (shorts).

## Historia
Byxor är kända sedan 700-talet f.Kr., då vida byxor förekom bland folkstammar i dagens Iran. Med skyter och parther spreds byxorna över Europa och Asien. De tidigaste byxorna var vida orientaliska byxor men tidigt uppkom snävare byxmodeller hos ryttarfolk genom att ett skrevkläde kombinerades med byxholkar. I Europa tros kelterna varit de första som introducerade byxorna. Hos germanerna förekom såväl lång- som kortbyxor. I Romarriket brukades dock i allmänhet inte byxor, och då de introducerades förbjöds de till en början som "barbariska", men kom efterhand att accepteras. Den germanska byxtypen blev vanlig under tidig medeltid, men började under 1200-talet minska i popularitet sedan kjorteln blivit längre och endast hosor behövdes. När livkläderna på 1400-talet åter blev kortare återkom byxorna, nu i en snäv modell liknande hosorna. Under 1500-talet kom pluderhosorna, korta vida byxor med slitsar ur vilka fodret syntes. I början av 1600-talet blev byxorna enklare och raka eller endast lätt ballongformade och knöts runt benen nedanför knäna. Vid mitten av 1600-talet kom de så kallade "rhengrevebyxorna" på modet, mycket vida och öppna nedtill. I slutet av 1600-talet blev byxorna snävare.
Fram till slutet av 1700-talet använde överklassen i första hand knäbyxor, medan långbyxor betraktades som ett arbetsplagg och var förknippat med sämre ställda. I och med den franska revolutionen och den industriella revolutionen blev dock långbyxor accepterade även i samhällets mer välbemedlade delar. De mer konservativa folkdräkterna ändrades dock mer långsamt. I Sverige övergick allmogen relativt tidigt till långbyxor; i de flesta delar av landet skedde detta under 1830-, 1840- eller 1850-talet.
Byxan har ända in i vår tid varit – och är i viss mån fortfarande – ett typiskt manligt klädesplagg. Det uppfattades långt in på 1900-talet som provocerande och skandalöst samt särdeles okvinnligt om kvinnor bar byxor. Så berättas det att, när skådespelerskan Marlene Dietrich skulle anlända till Paris 1933, hade högste polischefen varnat henne för att komma iklädd byxor, och i så fall lämna staden.

## Byxor som kvinnoplagg

### 1800-talet
År 1797 kunde man i Journal des Luxus und der Moden läsa om att pantalonger i färgen aurora tydligare kan urskiljas genom de vita kjolarna ovanpå jämfört med om pantalongerna varit vita. Det var meningen att byxorna skulle synas igenom de tunna tygerna. Det blev snart även mode att låta en del av byxan synas. Detta kom att bli första gången genom tiderna kvinnor fick visa biten längst ner av byxorna. Dock var det få som vågade ta efter det nya modet. Första gången som plagget byxor fick betydelse som kvinnoplagg var under empirmodet. Då användes byxor under klänningarna. Klänningen skulle vara tunn, och då behövdes byxor dels för att täcka benen och dels för att ge värme.

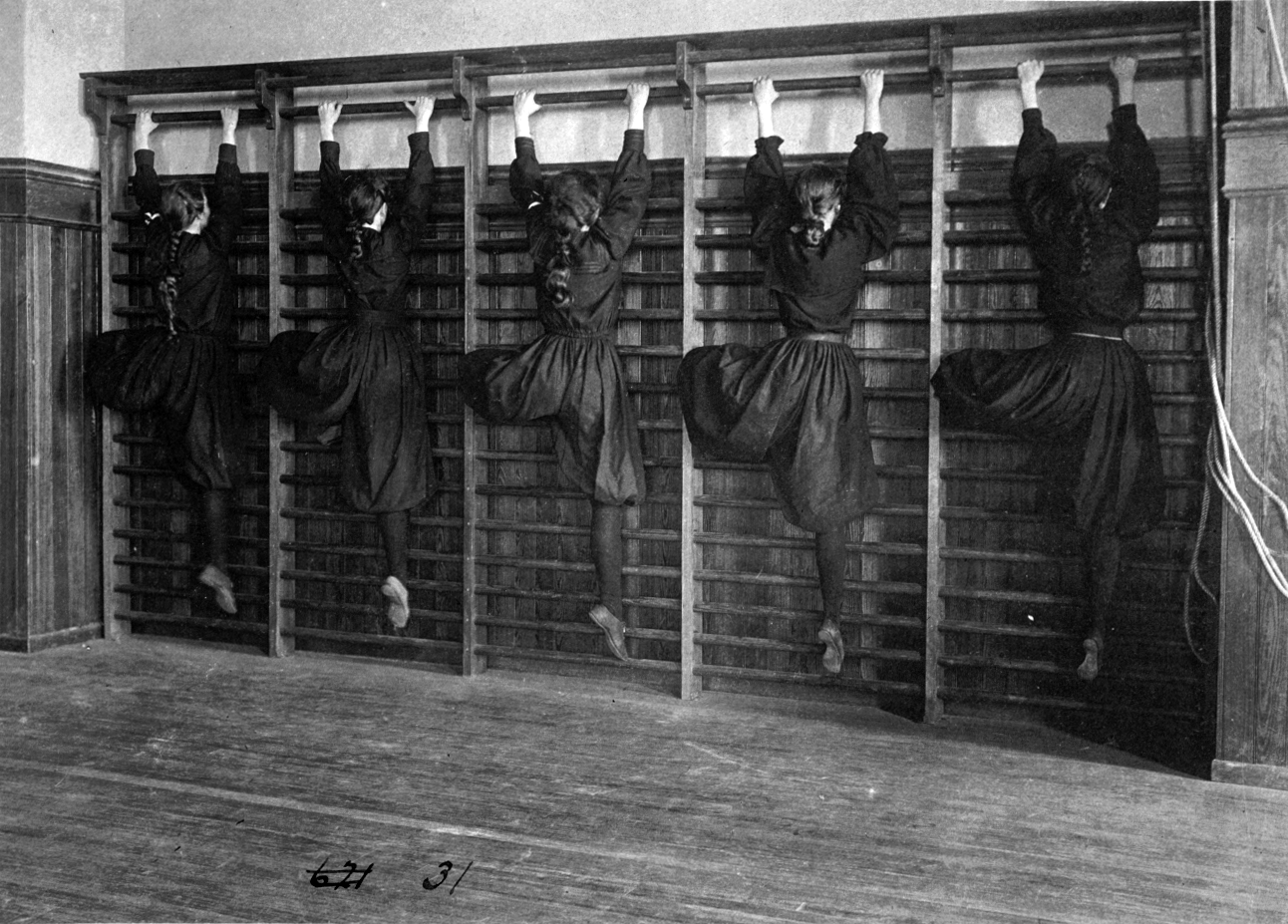
Fem kvinnor i bloomers runt år 1899.

På 1820-talet återkom snörlivet och kvinnor skulle inte längre visa något av benen. Att visa vita byxor under klänningens kjol och att bära mamelucker var två trender som stannade kvar inom flickmodet ytterligare några decennier.
Underbyxor blev ett allt mer använt plagg, framförallt under vintern, på 1850-talet. Innan 1880-talet var underbyxor öppna i skrevet. I pressen diskuterades underklädesmodeller, material och relationen till hälsa. Debatterna ledde till att underbyxor användes i allt större utsträckning. Svenska dräktreformföreningen rekommenderade ett plagg där byxorna och linnet var ihopsydda (combinations). Föreningen hade som mål att förändra underkläderna som svenskorna bar. De ville göra underkläderna mer kroppsvänliga samt bättre för hälsan. I allmänhet började inte kvinnor att använda underbyxor förrän perioden 1870–1900. Men ända in på 1950-talet fanns det kvinnor i Siljansbygden, bland annat, som aldrig hade burit byxor av någon typ i hela sina liv.
Kvinnor bar på 1800-talet kjolar som var både vida och tunga och rörlighetsförmågan begränsades bland annat av detta. När tvåhjulingen kom år 1880, kunde kjolen dessutom fastna i cykelns hjul. Men plagget bloomers möjliggjorde cykling för kvinnor. På 1890-talet blev det populärt att cykla bland både kvinnor och män och i Paris bar kvinnorna vidbyxor. År 1896 skrev Idun att i frågan om cyklande kvinnor i Sverige ska bära knäbyxa eller kjol så vinner kjolbärandet. Cykelbyxdräkter var ovanliga på svenskorna. Trots detta förekom kvinnor inte sällan i modetidningar iklädda i cykelbyxdräkter på 1890-talet. I och med detta var det under 1890-talet som långbyxorna dök upp i modejournaler utan att skylas av något annat plagg (till exempel en tunika) för första gången.
År 1890 beskrivs det i Ny Illustrerad Tidning att kvinnans gymnastikdräkt bland annat består av ett par strumpor och en knälång kjol som ska täcka vidbyxorna som också är en del av dräkten.

### 1900-talet
I början av 1900-talet var det ovanligt för en kvinna att äga ett par långbyxor i någon form. Olika svenska tidningar skriver 1911 om kvinnor som burit byxklänningar i Stockholm. Det var fransmannen Paul Poiret som skapade byxklänningen som han själv menar i en intervju 1925 var det bisarraste plagg han skapat. Poiret blev den första att introducera byxor till kvinnornas mode.

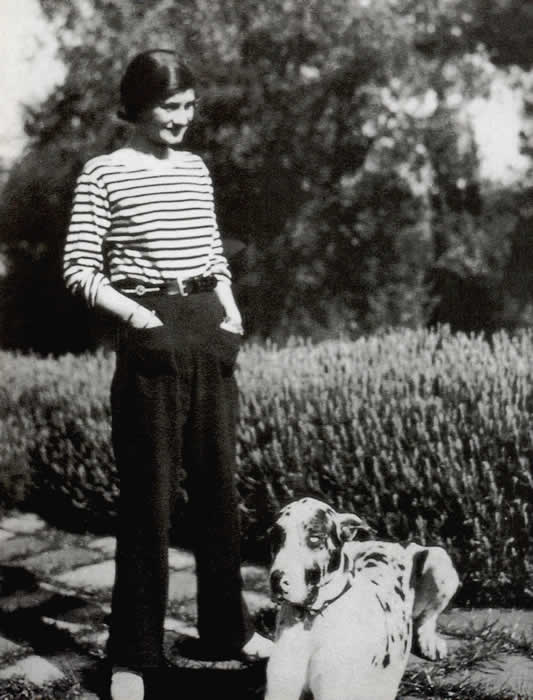
Coco Chanel år 1928 klädd i byxor.

Skiddräkten har haft betydelse för utvecklingen av kvinnors sportkläder och därmed byxor. Allt fler kvinnor åkte längdskidor på 1890-talet. Kvinnor som åkte skidor i början bar kjol, eftersom det var en del av dräkten för skidåkning. I På skidor (Skid- och friluftsfrämjandets årsbok) menade man att kjolen blev tung och blöt i samband med skidåkandet. Ett förslag på skidbyxor snävare än bloomers läggs då i boken fram. I Idun år 1925 understryks det att en kort kjol gärna kan bäras ovanpå skidbyxorna om det känns lämpligare för kvinnan. Hellånga byxor i samband med skidåkning börjar svenskorna använda på 1930-talet. Under samma decennium blir det allmänt accepterat för kvinnor att bära byxor helt synliga (otäckta) vid utövandet av alla sporter.
Coco Chanel var första designer att alltid inkludera långbyxor, ämnade för sport och friluftsliv, i kollektionerna hon skapade från och med 1920-talets senare del. Lagstiftandet om den åtta timmar långa arbetsdagen, som skedde år 1930, ledde till att fritidsplagg utvecklades. Förekomsten av långbyxor och shorts ökade därmed då plaggen behövdes till aktiviteter kvinnorna deltog i på fritiden samt sport. Under andra världskriget gick bland andra lottor i långa byxor.
Filmstjärnorna satte trender i och med att kinematografi (filmkonsten) slog igenom. Anna Q. Nilsson, Hollywoodstjärna och svensk, var den första kvinnan att bära byxor på film, år 1912. Marlene Dietrich bar byxor på 1930-talet. Katharine Hepburn och Greta Garbo var två andra filmstjärnor som bar långbyxor i icke-sportrelaterade sammanhang. Detta bidrog till att normalisera kvinnors bärande av ett maskulint klädesplagg som vardagsklädsel.
År 1944 publicerade Life ett foto på två unga flickor iklädda jeans. Årtiondet efter, på 1950-talet, började Levi Strauss & Co. att producera kvinnojeans, som hade blixtlås i sidan. På 1960-talet kom också kvinnor att bära byxor försedda med gylf. I slutet av 1960-talet uppstod plagg som var unisex, till följd av hippie-rörelsen och jeans.
Under 1950-talet bar vuxna kvinnor allt mer frekvent byxor i hemmet. På 1960-talet var trenden med byxor på kvinnor utbredd. André Courrèges designade långa byxor som passade sig för alla tillfällen, inte bara för friluftsliv och sport som Coco Chanels byxor var ämnade för. Dessa byxor hade stort genombrott. Under 1960-talet var det ännu inte accepterat för kvinnor att bära byxor till jobbet, samtidigt fick kvinnor gå klädda i kortkorta kjolar (som också kom under detta decennium) till jobbet. Åren som följde 1969 tillät fler och fler arbetsplatser kvinnors byxbärande. Kvinnor som bar byxor på restauranger behövde inte längre vara rädda för att bli nekade tillträde. År 1969 fick byxorna ett stort genombrott och efterfrågan ökade. Habit skriver att hösten 1969 är säsongen långbyxan blev ett plagg för alla. Svenska Dagbladet menade också detta. I Sverige tilläts 1978 även kvinnor anställda vid sjukhus att bära långbyxor. Före 1978 kunde landsting uppmana sina kvinnliga anställda i sjukvården som ville bära långbyxor att visa läkarintyg på allergi, extra känslighet för kyla eller urinvägsinfektion.
Det var på 1970-talet som det blev fullt accepterat för kvinnor att bära långbyxor till fest och på arbetet utöver som sportplagg eller fritidsplagg.

## Storleksbeteckningar
För byxor finns flera typer av storleksbeteckningar. För jeans är det vanligast att storleken betecknas med ett siffervärde för Waist (W, midjemåttet) och Length (L, mätt från grenen och nedåt längs sömmen på byxbenets insida). Siffervärdet avser antalet engelska inch, cirka 2,5 cm.
Andra långbyxor har storleksbeteckningar som endast anges med en siffra eller bokstav + siffra kombinerat (exempelvis storlek 50 respektive storlek C100, normal midjevidd, eller storlek D100, kraftig midjevidd).
En tredje storleksbeteckning är en skala som går från Extra Small (XS), via Small (S), Medium (M), Large (L) till Extra Large (XL).

## Typer av byxor
- arbetsbyxor
- bloomers
- chinos
- cykelbyxor
- golfbyxor
- haremsbyxor
- hängselbyxor
- jeans
- knickers
- knäbyxor
- mjukisbyxor
- piratbyxor – kortare byxor som går till knäna. Piratbyxorna är oftast gjorda i stretch.
- snickarbyxor
- spetsbyxor
- äppelknyckarbyxor

## Bilder

1560
Byxor som tillhört Karl XI:s brudgumsdräkt, 1680.